# MET ART

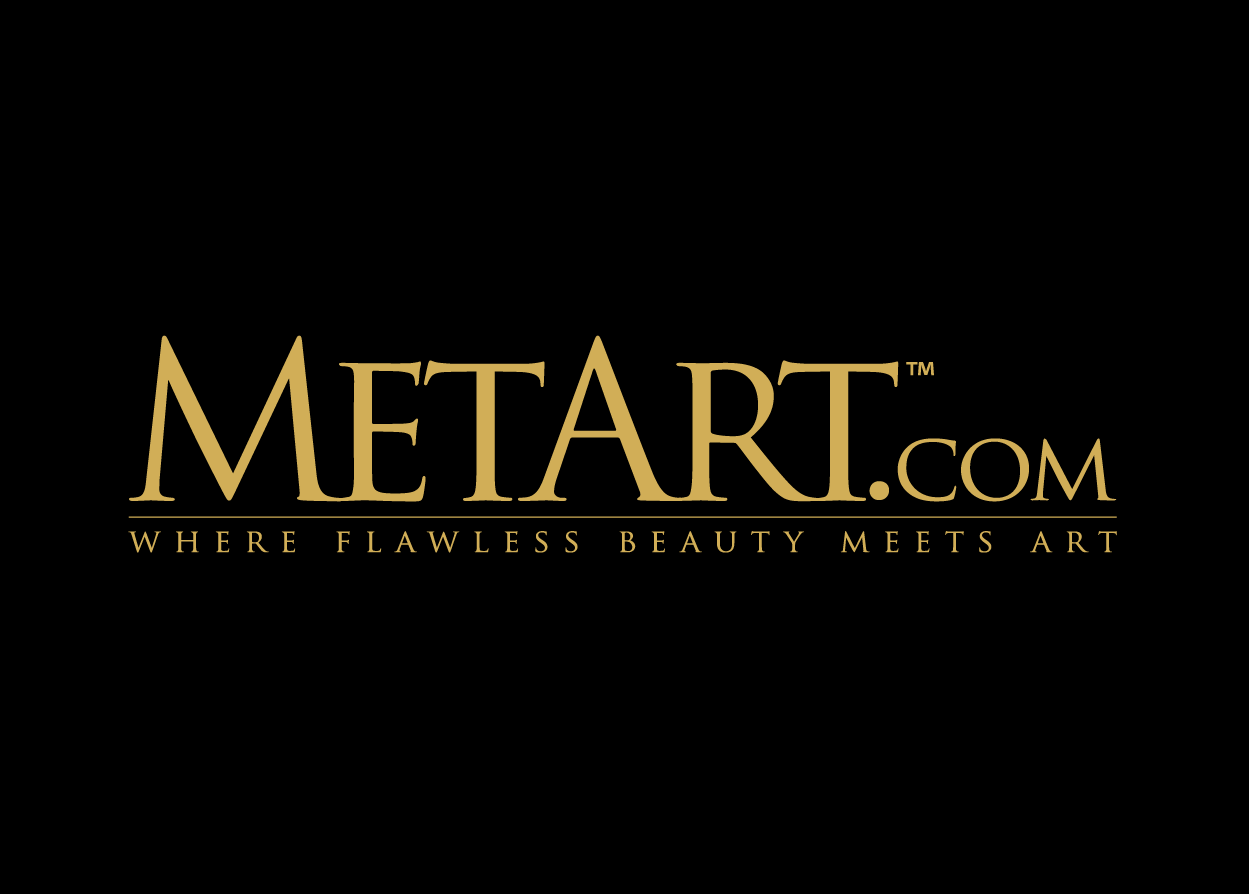

MetArt je erotická webová stránka v žánru softcore, kterou vlastní HLP General Partners Incorporated sídlící v Santa Monice v Kalifornii. Obsahuje erotické fotografie převážně či zcela nahých žen. Založena byla v roce 1999.
Podle informací společnosti Alexa Internet se ke květnu 2010 jednalo o jednu z tisíce nejnavštěvovanějších internetových stránek.

## Recenze
MetArt byl recenzován řadou webů, které se zabývají recenzí pornografických stránek. V roce 2010 dosáhl např. skóre 95 ze 100 možných bodů na Rabbits Reviews a 92,5 ze 100 na Nude Reviews.